# François d'Estaing
François d'Estaing ou bienheureux François d'Estaing (1462-1529) est évêque de Rodez et recteur du Comtat Venaissin.

## Biographie

### Origines et jeunesse
François d'Estaing est né en 1462 au château de la Salle, près de Prades-d'Aubrac. Il descend de la famille d'Estaing une famille de la noblesse du Rouergue et de l'Auvergne dont l'origine remonte au XIe siècle. Il est le fils de Gaspard Ier d'Estaing, (seigneur de Lugarde, sénéchal et gouverneur du Rouergue en 1454) et de Jeanne de Murols. Il est élevé, en compagnie de son frère, Antoine d'Estaing, futur évêque d'Angoulême, par son oncle Jean d'Estaing, dom d'Aubrac et sacriste de Rodez. 

### Carrière civile et ecclésiastique
Il est pourvu d'un canonicat à Rodez par une bulle pontificale datée du 20 septembre 1484. Après des études à Toulouse, il devient docteur en droit canon à Pavie le 19 mai 1488.
Il est reçu chanoine-comte, au sein du Chapitre de Saint-Jean de Lyon, le 10 septembre 1489.
Il est chamarier (camérier-doyen) du chapitre de Lyon le 21 juin 1496 ; il fait alors reconstruire la maison du Chamarier. En 1493, il devient abbé commendataire du Monastier-Saint-Chaffre. En 1498 Louis XII l'appelle au Grand Conseil, nouvellement créé. Il est élu évêque de Rodez en 1501 par le chapitre de la cathédrale, contre Charles de Tournon soutenu par le pape et par le roi. En 1505, il part en ambassade à Rome accompagné de Guillaume Budé. À son retour, il est nommé vice-recteur du Comtat Venaissin et gouverneur d'Avignon le 27 août 1505. Il devient abbé commendataire de Sénanque en 1509.

### Recteur du Comtat Venaissin
L'évêque de Rodez est nommé par Jules II recteur du Comtat Venaissin à la place de Louis de Rochechouart. Il assume sa charge sous la légation du cardinal d'Amboise de 1505 à 1509. Dès son entrée en fonction, le 19 octobre 1505, il confirme les « Statuts des causes criminelles » faits par son prédécesseur et impose aux juges du Comtat de résider au chef-lieu de leur juridiction. 
En 1507, année où se déclare la peste à Carpentras, il fait déplacer les services de la rectorie à Pernes, l'ancienne capitale du Comtat. La même année, il engage pour l'Université d'Avignon le savant jurisconsulte Jean des Garrons. Il désigne pour l'administration de ses États deux régents, Rostaing de Chaylus et Jean des Argelliers.
Après la mort du cardinal d'Amboise, légat pontifical à Avignon et, à ce titre, supérieur hiérarchique du recteur du Comtat Venaissin, le 25 mai 1510, il est remplacé par Angelo Leonti.

#### Évêque de Rodez
Solidement installé dans son siège de Rodez, le 11 novembre 1505, après la mort de Charles de Tournon, il reste un conseiller de Louis XII et participe aux conciles gallicans de Tours (1510) et de Pise (1511). Moins en cour sous le règne de François Ier, il consacre tout son temps désormais à son diocèse. Comme ses contemporains Guillaume Briçonnet à Meaux (1516-1534) et Laurent II Alleman à Grenoble (1518-1560), il applique une réforme pastorale voulue par la monarchie, fondée sur les visites pastorales, la prédication et la surveillance du clergé. Sa présence à la tête de l'évêché va insuffler un esprit humaniste novateur. Il réforme les mœurs des ecclésiastiques (notamment des moines de l’abbaye de Conques), recrute les curés sur concours et surveille les confesseurs, ouvre des écoles. Très préoccupé par la réforme et l'unification de la liturgie du diocèse, il entreprend et lance un programme d'édition et de diffusion de livres imprimés, qui sera repris et amplifié par son successeur Georges d'Armagnac, s'appuyant sur quelques libraires locaux. François d'Estaing fait imposer des réformes aux offices et au calendrier liturgique ; il ajoute à la date du 1er mars l'office de l'ange gardien), le faisant adopter par l'assemblée synodale en janvier 1514 et confirmer par Léon X. Toute cette activité installe le Rouergue dans un mouvement de réforme en le protégeant du protestantisme naissant, apporté par les marchands . Il réactive en outre le chantier de la cathédrale, et plus particulièrement la construction du clocher.
Il effectue en personne la visite de toutes ses paroisses, prêchant et faisant prêcher en langue vulgaire par des clercs talentueux et humanistes comme Lancelot Pascal ou Alain de Varènes, interrogeant clergé et laïcs, mettant aux normes tous les lieux de culte, imposant un strict respect des règles canoniques jusque dans le moindre détail, pour le luminaire eucharistique, les livres et les décors ; dans le même temps, il multiplie les chantiers pour construire, agrandir, rénover ou moderniser les édifices religieux.
Épuisé par les visites pastorales, il décède le 31 octobre 1529. Il est enterré devant le grand autel du chœur de la cathédrale de Rodez. 
Il a beaucoup soutenu l'instauration de la fête des saints anges gardiens approuvé par le pape Paul V et célébrée le 2 octobre.

## Postérité
Sa réputation de sainteté a engagé les Jésuites de Rodez à tenter d'introduire sa cause auprès de Rome au 1657, mais sans résultat, probablement en raison de son gallicanisme. Il n'est donc pas officiellement bienheureux mais le titre est toléré localement.
Un lycée porte son nom à Rodez.